# Rocchetta a Volturno
Rocchetta a Volturno è un comune italiano di 1 072 abitanti della provincia di Isernia in Molise.

## Geografia fisica
Il Comune di Rocchetta a Volturno è formato da due nuclei: il borgo originario, detto Rocchetta Alta, o Rocchetta Vecchia, ancora oggi arroccato in posizione difensiva sulla montagna, e Rocchetta Nuova, che si trova a una quota altimetrica inferiore.
La nuova Rocchetta nacque perché, alla fine dell'800, il pendio che collegava la parte meridionale dell'antico abitato con il colle opposto fu disboscato e il terreno dal 1890 iniziò a manifestare gravi cedimenti a causa dello scivolamento progressivo degli strati sovrapposti di argilla e arenaria, incrementato dalle infiltrazioni d'acqua, sia piovana che sorgiva. Nel 1905, in seguito a ulteriori eventi rovinosi, la popolazione si trasferì per la maggior parte a valle, dove esisteva una frazione denominata Case Sparse. Il paese moderno si sviluppa oggi al centro di un altopiano, delimitato a Ovest dalla parte terminale della catena delle Mainarde e a Est da un avvallamento, in fondo al quale scorre il Volturno; a circa due chilometri si trovano le sorgenti del fiume. Il suo nome caratterizza i toponimi di altri Comuni vicini come Colli a Volturno e Cerro al Volturno.
Sul confine con il comune di Colli sorge la Centrale Enel per la produzione di energia elettrica.

## Storia

### Antichità e Medioevo
Le tracce dei più antichi insediamenti sembra che siano state ritrovate nella località denominata Vaccareccia e risalgono a un periodo collocabile tra la fine dell'Impero romano e l'inizio del Medioevo.
Nell'XI secolo il feudo faceva parte dei possedimenti dell'Abbazia di San Vincenzo al Volturno, insieme a Castel San Vincenzo e Cerro. Rocchetta costituiva una zona di avvistamento per il monastero, trovandosi in posizione elevata.
Nel XIII secolo, in pieno feudalesimo, il territorio era parte della Contea di Molise. Risale a quel periodo l'ampliatamento della rocca col castello.
Fino al XV secolo Rocchetta fu parte integrante del Giustizierato d'Abruzzo e dell'Abruzzo Citeriore. Nel 1479 fu annessa alla Terra di Lavoro.

### Evo Moderno
Nel Seicento il paese fece parte dei possedimenti dell'Abbazia di Montecassino.
Nel 1763 il marchese Vitantonio Battiloro comprò il feudo di Rocchetta dal duca di Castellone, Giulio Valdataro.
Nel 1820 Rocchetta ottenne l'autonomia di Comune e nel 1861 venne alienata dalla Terra di Lavoro.

### Novecento

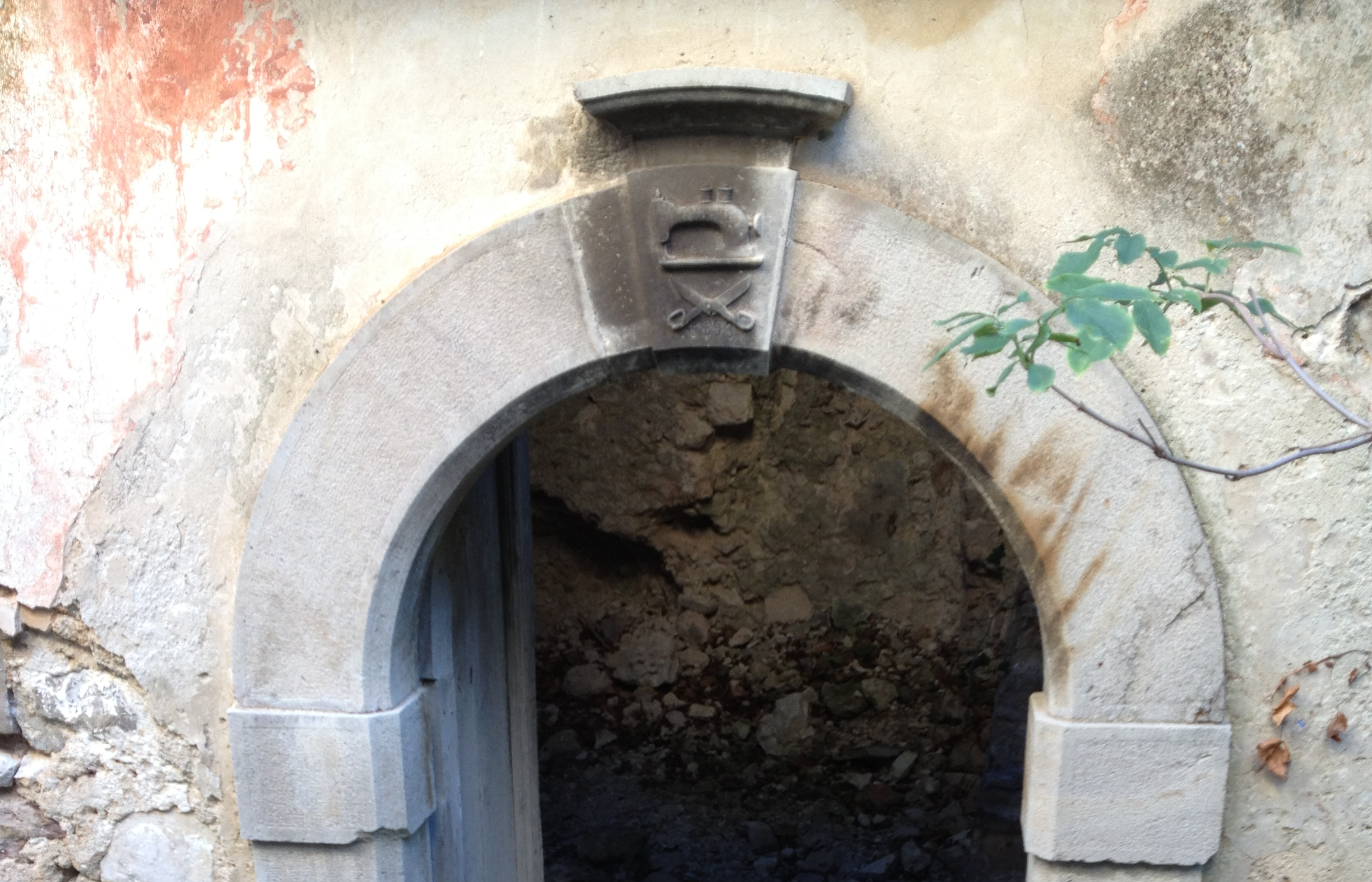
I 'ferri del mestiere' del sarto (forbici e macchina per cucire) scolpiti a bassorilievo sulla chiave di volta dell'arco di un portone a Rocchetta Vecchia. Purtroppo, dopo la pubblicazione di questa e di altre foto, i pezzi raffigurati sono stati trafugati

A inizio '900 nel comune di Rocchetta fu costruita dall'Ente Autonomo Volturno una centrale elettrica atta a portare le acque del Volturno a Napoli.
Come la maggior parte delle località del Mezzogiorno d'Italia, nel Novecento (sino agli anni '70), Rocchetta patì fortemente il fenomeno dell'emigrazione che causò la diminuzione della popolazione, portando di conseguenza all'abbandono delle campagne e delle attività artigianali. Le scelte politico-economiche dell'Italia del dopoguerra, per incentivare l'industrializzazione del Paese, incoraggiarono il lavoro operaio nelle fabbriche a svantaggio del lavoro agricolo, mutando la vocazione secolare del territorio. Oggi l'agricoltura, nonostante lo sviluppo di nuove tecnologie, è trascurata o condotta quasi esclusivamente per i fabbisogni strettamente personali; solo negli ultimi anni si è avuta qualche iniziativa con finalità anche commerciali.

#### Castelnuovo al Volturno, estate del 1944
Durante la seconda guerra mondiale, la frazione di Rocchetta di Castelnuovo al Volturno, nell'ottobre 1943 venne rastrellata e occupata dai tedeschi in vista dei combattimenti sulla Linea Bernhardt, che passava per Castelnuovo al Volturno, ed evacuarono i civili verso il nord Italia. I tedeschi effettuarono requisizioni di derrate alimentari e di bestiame, e il 27 ottobre, il comando tedesco locale dispose l’evacuazione di tutta l’area entro cinque giorni. Dopo l’ultimatum chiunque si fosse trovato in quella zona sarebbe stato passato per le armi. Accadde così che in due diverse occasioni, il 14 ed il 16 novembre, furono uccisi due anziani coniugi che non avevano voluto lasciare il paese, compreso nell'area interdetta ai civili.
Al termine dei combattimenti i rimanenti collaborarono con gli Alleati che stavano combattendo nella zona, compreso il Corpo Italiano di Liberazione che con gli alpini del battaglione Piemonte combatté nella battaglia di Monte Marrone.

### Storia contemporanea
Nel corso degli anni '60, l'abbandono dell'abitato antico di Rocchetta Alta, a causa dei danni bellici e delle difficili condizioni di vita, han fatto sì che si costituisse il nuovo centro comunale di Rocchetta Nuova,  presso la diga del fiume Volturno, attorno alla nuova parrocchia di Santa Maria Assunta.

## Monumenti e luoghi d'interesse

### Centro nuovo di Rocchetta
- Chiesa parrocchiale Assunzione di Maria Vergine: si trova in piazza San Domenico, risale agli anni '50, costruita seguendo uno stile pseudoromanico, a impianto rettangolare con abside semicircolare,  facciata a salienti decorata da finestre e un portale ad arco a tutto sesto.

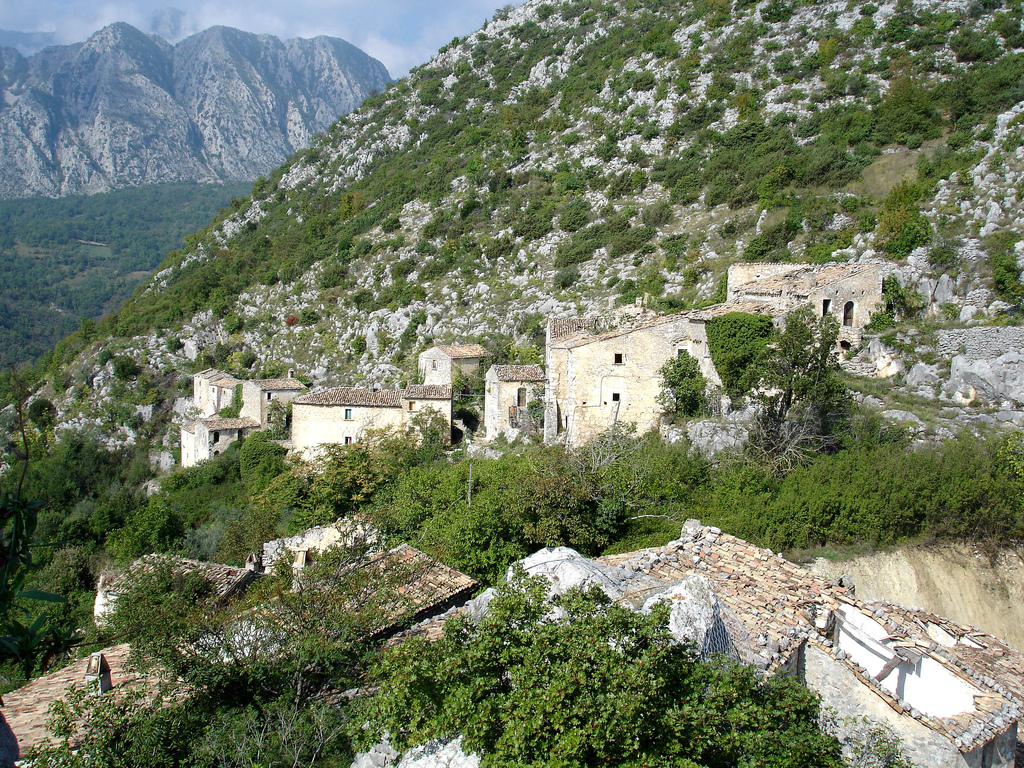
Veduta di Rocchetta Alta

- Monumento ai caduti della Seconda guerra mondiale: posto nella piazza
- Monumento a Giaime Pintor
- Museo internazionale delle guerre mondiali, si trova in uno stabile in via Roma, verso Rocchetta vecchia.

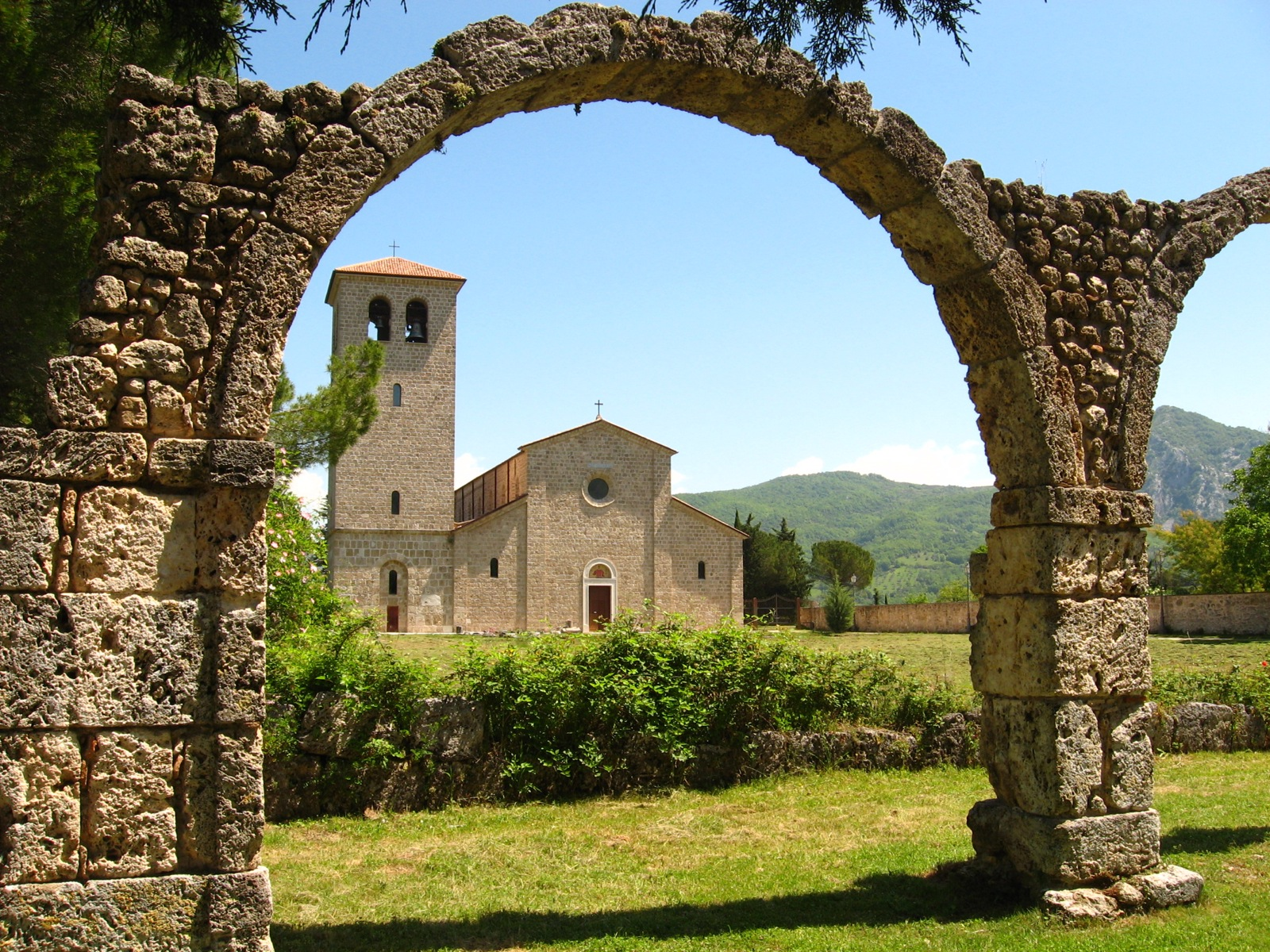
Abbazia di San Vincenzo al Volturno

- Santuario rupestre Santa Maria delle grotte (ubicato a valle, in direzione del comune di Scapoli), di architettura benedettina e con affreschi di notevole fattura. Dipendente dai monaci di San Vincenzo, risale al XII secolo, il portale laterale romanico presenta arcate a tutto sesto strombate, con affreschi, e colonnine a capitello fogliato. Possedeva un affresco medievale, uno dei più antichi del centro Italia, rappresentante uno zampognaro. È stata eseguita una foto negli anni '70, e riprodotta nel.museo civico di Scapoli. La chiesa, a dimostrazione degli affreschi interni e della statua della Madonna col Bambino, era oggetto di pellegrinaggio lungo la strada per l'abbazia di San Vincenzo. Nel 1619 fu restaurata con tinteggiatura bianca delle parwti e un soffitto a cassettoni con dipinti manieristi. Negli anni '70 gli affreschi romanici sono stati ripristinati, abbracciano parte delle pareti e tutto il catino abasidale introdotto da un arco trionfale gotico a ogiva. Gli affreschi sono tra i più antichi della regione Molise, insieme a quelli di San Vincenzo, tra i più interessanti Cristo in maestà tra Santi e Apostoli, la "Madonna magna" con Bambino, scene di storia dell'abbazia, risalenti anche alle donazioni di Carlo I d'Angiò.

### Monumenti storici e architettonici

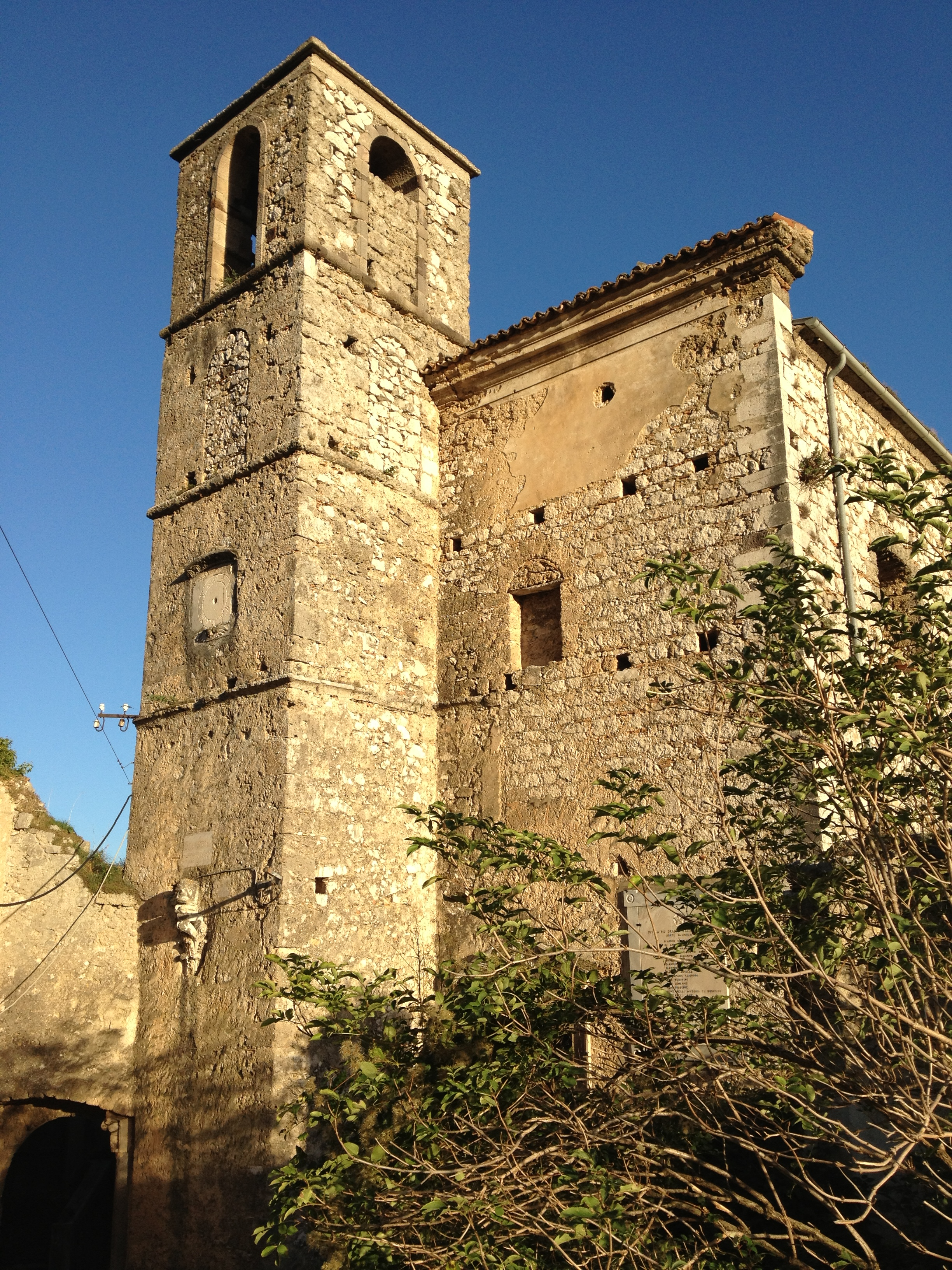
Facciata della Chiesa di Santa Maria Assunta (Rocchetta Alta). L'orologio della torre campanaria segue l'antico sistema orario a 6 ore

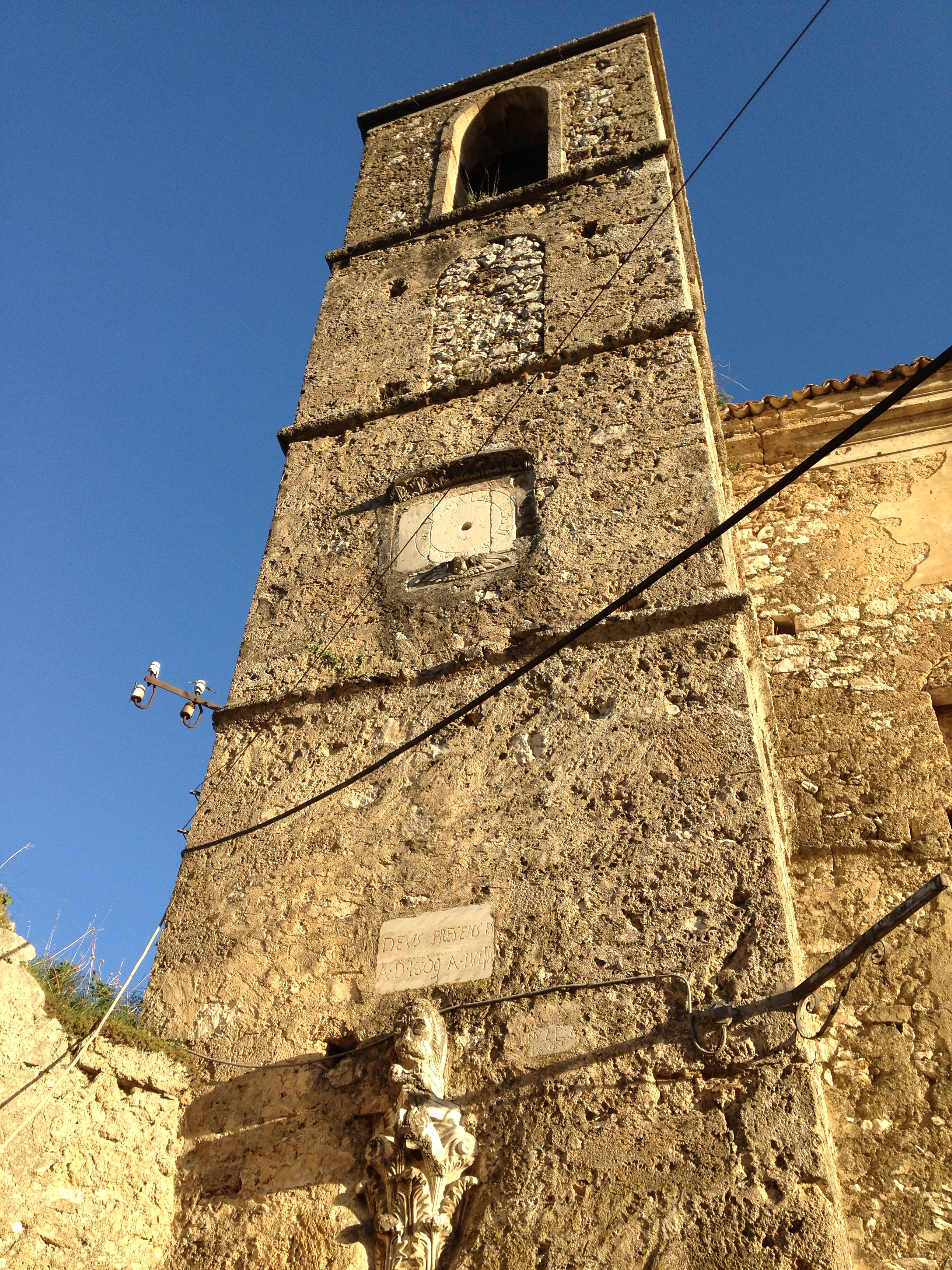
Il campanile dell'Assunta. La campana recuperata al suo interno e ora non più in sede, è datata 1331 e reca inciso il nome del donatore: Frater Franciscus de Vulde [Valle] Regia Prior Sce Mariae de Griptis [delle Grotte]; la chiesa di Santa Maria delle Grotte è ubicata alcuni chilometri a valle

- Resti della rocca medievale (Rocchetta Alta), si tratta di un abitato costruito lungo la dorsale rocciosa della montagna con la roccia viva sporgente. Ai piedi della salita si trova la vecchia chiesa di Santa Maria, in cima i ruderi del castello,  trasformato nell'800 in residenza baronale.
- Abbazia di San Vincenzo al Volturno (importante abbazia benedettina sorta intorno all'VIII secolo, situata tra Castel San Vincenzo e Rocchetta), risalente all'VIII secolo. Fu rifatta nel X secolo, per le pitture longobarde nella cripta di Epifanio abate,  l'abbazia è una delle più antiche del centro sud Italia. Il complesso più antico, noto come San Vincenzo Maggiore con basilica dell'abate Giosue e la cripta degli affreschi è ad ovest del fiume Volturno, l'abbazia nuova del XIII profondamente ricostruita negli anni '70 seguendo lo stile romanico ipotizzato, è ad est, ed è attualmente gestita da un ordine di suore.All'interno della vicina Cripta di Epifanio si trova un ciclo di affreschi di scuola longobarda.
- Resti dell'antico castello, della chiesa dell'Assunta e degli edifici del vecchio centro abitato (Rocchetta Alta). La chiesa benché abbandonata,  è ancora ben conservata,  risalente al Medioevo, si conserva un bassorilievo rinascimentale presso la torre campanaria. La facciata è barocca, senza pregio particolare, con portale romanico.
- Torretta, presso il borgo antico,  a pianta quadrata,  e in stato di rudere.
- Borgo medievale di Castelnuovo, costituisce una frazione a sé.

## Società

### Evoluzione demografica
Abitanti censiti

## Amministrazione
| Periodo        | Periodo        | Primo cittadino     | Partito                     | Carica  | Note   |
| -------------- | -------------- | ------------------- | --------------------------- | ------- | ------ |
| 11 luglio 1985 | 25 marzo 1994  | Antonio Izzi        | Partito Socialista Italiano | Sindaco |        |
| 25 marzo 1994  | 24 aprile 1995 | Marcello Miniscalco | Partito Socialista Italiano | Sindaco |        |
| 24 aprile 1995 | 13 giugno 2004 | Antonio Giannini    | Forza Italia                | Sindaco |        |
| 13 giugno 2004 | 26 maggio 2014 | Antonio Izzi        | lista civica                | Sindaco |        |
| 26 maggio 2014 | 10 giugno 2024 | Teodoro Santilli    | Crescere insieme            | Sindaco | [ 9 ]  |
| 10 giugno 2024 | in carica      | Domenico Gonnella   | Guardiamo oltre             | Sindaco | [ 10 ] |